# Roodborsthoningvogel
De roodborsthoningvogel (Dicaeum maugei) is een zangvogel uit de familie Dicaeidae (bastaardhoningvogels).

## Verspreiding en leefgebied
Deze soort telt vier ondersoorten:
- D. m. splendidum: Selayar en Tanahjampea (bezuiden van Celebes).
- D. m.  maugei: de oostelijke Kleine Soenda-eilanden.
- D. m.  salvadorii: Moa en Babar (uiterst oostelijke Kleine Soenda-eilanden).
- D. m. neglectum: westelijke Kleine Soenda-eilanden.